# Фуресё (коммуна)
Фуресё (дат. Furesø Kommune) — датская коммуна в составе области Ховедстаден. Площадь — 56,68 км², что составляет 0,13 % от площади Дании без Гренландии и Фарерских островов. Численность населения на 1 января 2008 года — 37667 чел. (мужчины — 18284, женщины — 19383; иностранные граждане — 2337).

## История
Коммуна была образована в 2007 году из следующих коммун:
- Верлёсе (Værløse)
- Фарум (Farum)

## Железнодорожные станции
- Фарум (Farum)
- Харесков (Hareskov)
- Верлёсе (Værløse)

## Изображения

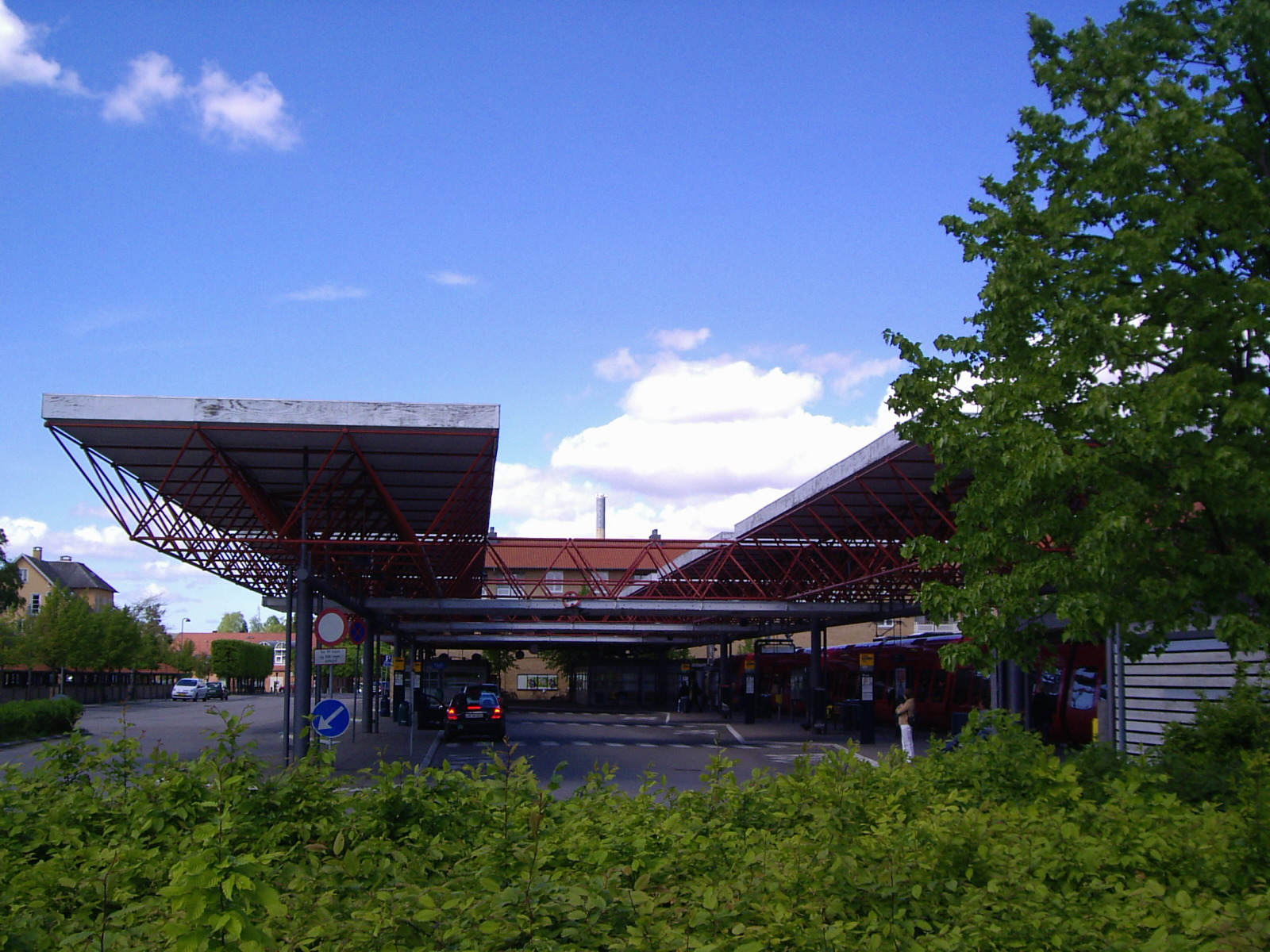
Фарум
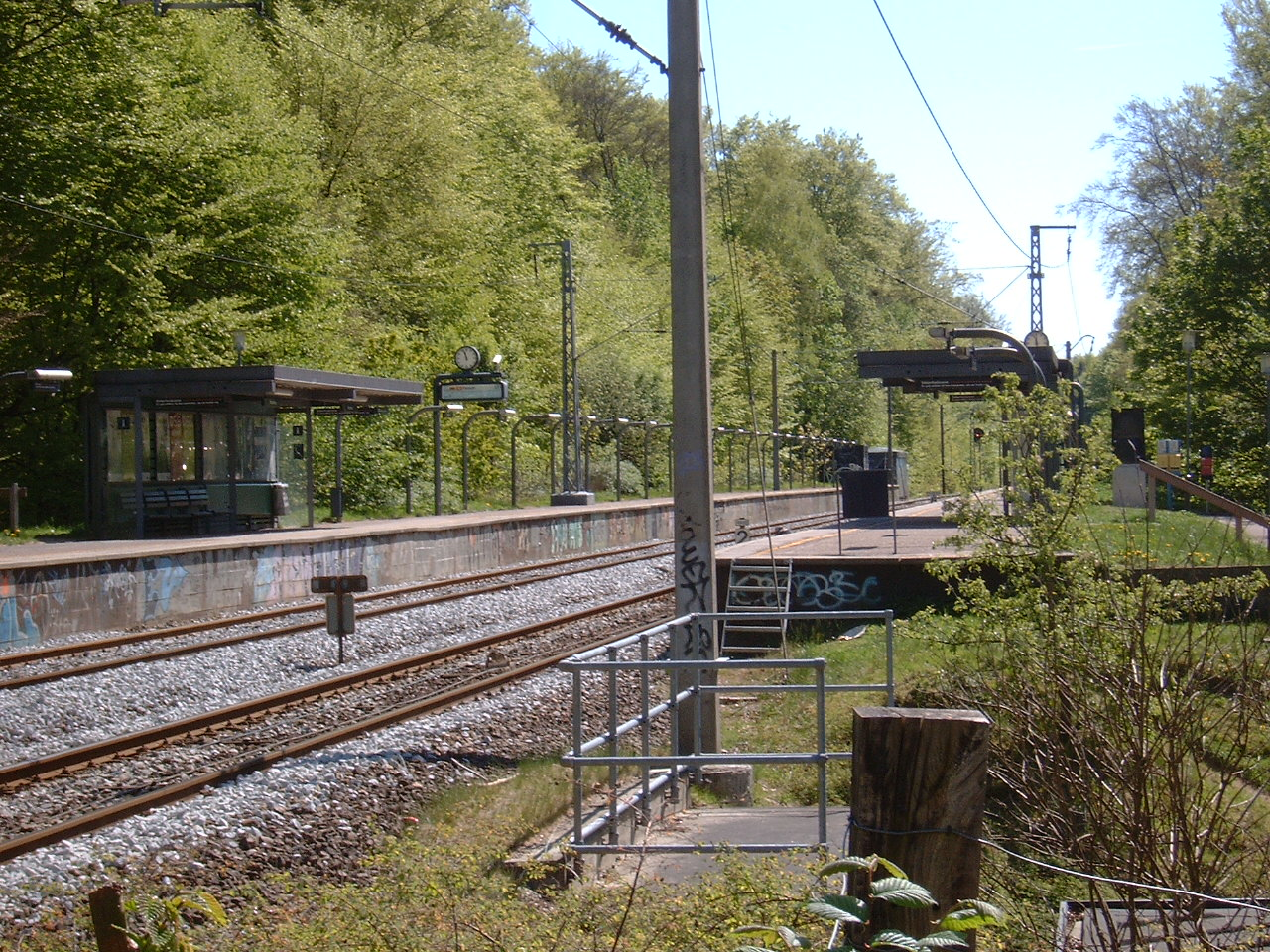
Харесков
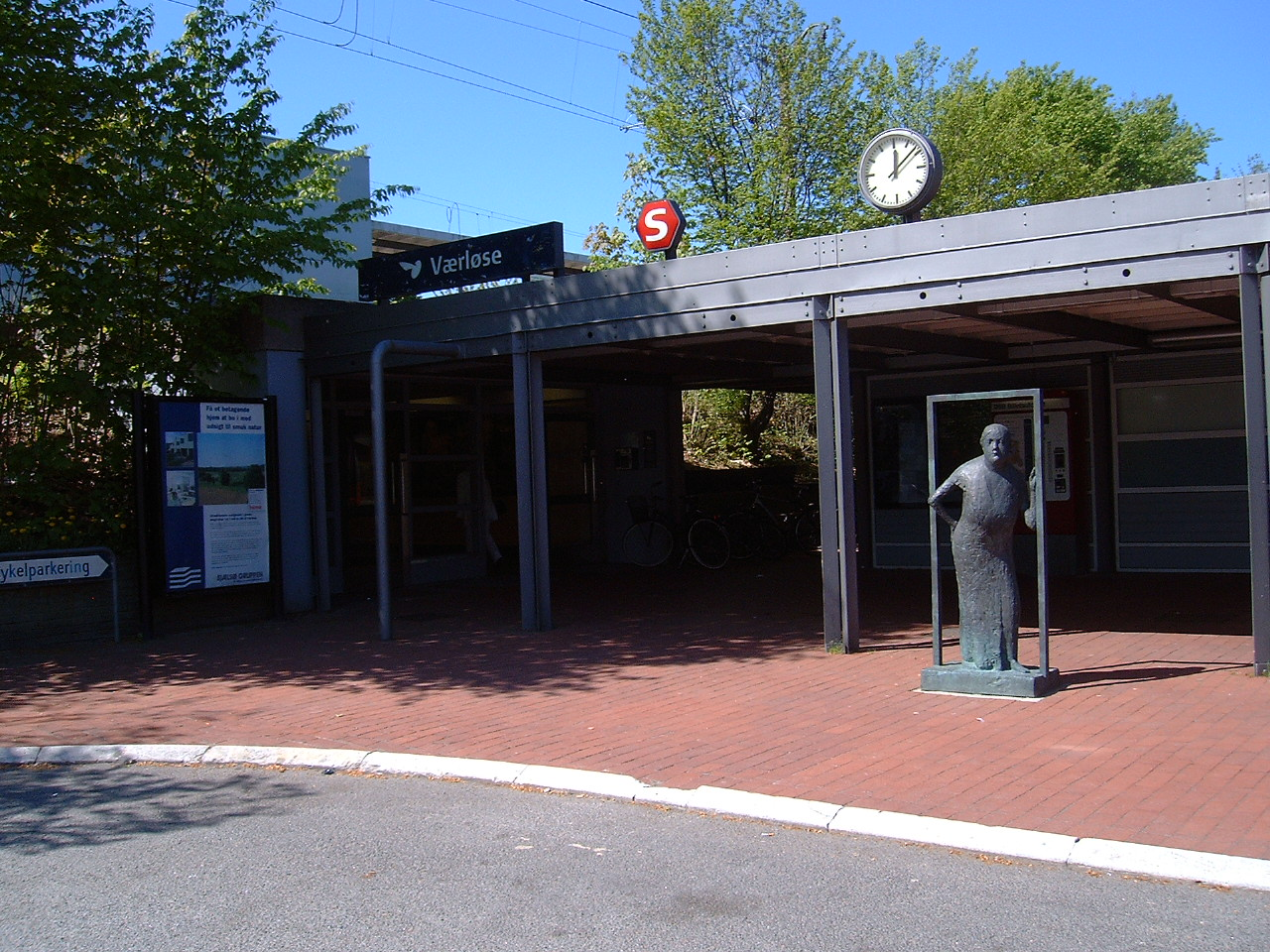
Верлёсе